# یوهان کارلسون (تنیس‌باز)
 یوهان کارلسون (انگلیسی: Johan Carlsson؛ زاده ۲۹ ژانویه ۱۹۶۶) یک تنیس‌باز اهل سوئد است. 